# アメリカンファラオステークス
アメリカンファラオステークス（American Pharoah Stakes）は、アメリカ合衆国カリフォルニア州のサンタアニタ競馬場にて、毎年9月の末に開催されるサラブレッド競馬の競走である。2011年までノーフォークステークス（Norfolk Stakes）として、2012年から2017年まではフロントランナーステークス（Front Runner Stakes）としてそれぞれ実施されていた。

## 概要
アメリカ西海岸地区の2歳牡馬路線において重要な位置を占めるG1競走で、同地区からのブリーダーズカップ・ジュヴェナイルへと向けたプレップレースの一つでもある。1980年にG1に設定された競走で、1993年に一度G2へと降格、後の2007年にG1へと再昇格した。
距離条件は創設時から8.5ハロン（約1710メートル）、1999年・2000年の2年間のみ8ハロン（約1609メートル）で開催された。
なお、同競馬場では2歳牝馬限定のG2シャンデリアステークスも同日に開催されている。

## 近年の勝ち馬
- 2024 Citizen Bull
- 2023 Muth
- 2022 Cave Rock
- 2021 Corniche
- 2020 Get Her Number
- 2019 Eight Rings
- 2018 Game Winner
- 2017 Bolt d'Oro
- 2016 Gormley
- 2015 Nyquist
- 2014 American Pharoah
- 2013 Bond Holder
- 2012 Power Broker
- 2011 Creative Cause
- 2010 Jaycito
- 2009 Lookin at Lucky
- 2008 Street Hero
- 2007 Dixie Chatter
- 2006 Stormello
- 2005 Brother Derek
- 2004 Roman Ruler
- 2003 Ruler's Court
- 2002 Kafwain
- 2001 Essence of Dubai
- 2000 Flame Thrower

### レース結果の出典
- Equibase
  - 1991,1992,,1993,1994,1995,1996,1997,1998,1999,2000
  - 2001,2002,,2003,2004,2005,2006,2007,2008,2009,2010
  - 2011,2012,,2013,2014,2015,2016,2017,2018,,